# Джеди
Джеди, Уэд-Мзи (фр. Oued Djedi) — вади в Алжире, входит в число крупных рек Сахары, имеет протяжённость около 480 км.
Своё начало река берёт в Сахарском Атласе на высоте около 1400 метров и течёт с запада на восток. Она впадает в солёное озеро Мельгир на высоте −40 метров ниже уровня моря, что является самой низкой точкой Алжира. Во время сезона дождей река помогает повысить уровень воды в озере, а в летний период озеро и устье реки пересыхают. Русло реки состоит из гипса и грязи, оно может достигать нескольких километров в ширину, но редко бывает полноводным. Почва по берегам реки имеет высокую концентрацию соли, из-за чего здесь редко что-либо растёт.
Река протекает вблизи городов Лагуат (население около 125 тыс. человек) и Сиди-Халед (около 40 тыс. человек).